# Erik Hakansson
Erik Gösta Hakansson, född 5 september 1886 på Björstorp i Örsjö socken, Småland, död 19 juni 1950, var en svenskamerikansk marinläkare.
Erik Hakansson var son till handlaren Carl Oskar Håkansson. Han gick i skola i Vadstena, genomgick folkskoleseminariet i Linköping och tog folkskollärar- och organistexamen där 1907 samt var en tid folkskollärare i Mörrums socken. Han arbetade därefter som sjukgymnast i Chicago 1909, där han började studera medicin vid Illinois Universitet och blev 1915 underläkare vid Cook County Hospital. 1917 avlade han medicinsk examen och blev samma år marinläkare vid Förenta staternas flotta. Efter att ha tjänstgjort i Ostasien, Västindien och Panama, där han särskilt studerade tropikmedicin och medicinsk parasitologi, förflyttades han till ett militärmedicinskt forskningscentrum i Washington. Under andra världskriget tjänstgjorde han som chefsläkare på lasarettsfartyg, bland annat vid Pearl Harbor, samt som byråchef hos chefen för Förenta staternas flottas medicinalväsende i Washington, tills han 1943 utnämndes till chef för flottans medicinska forskningsinstitut i Bethesda. Han utgav ett flertal vetenskapliga arbeten inom sitt specialområde. Erik Hakansson är begravd på Arlingtonkyrkogården.